# Eucrate laevis
Eucrate laevis is een krabbensoort uit de familie van de Euryplacidae. De wetenschappelijke naam van de soort is voor het eerst geldig gepubliceerd in 1903 door Borradaile.